# Menno van Coehoorn

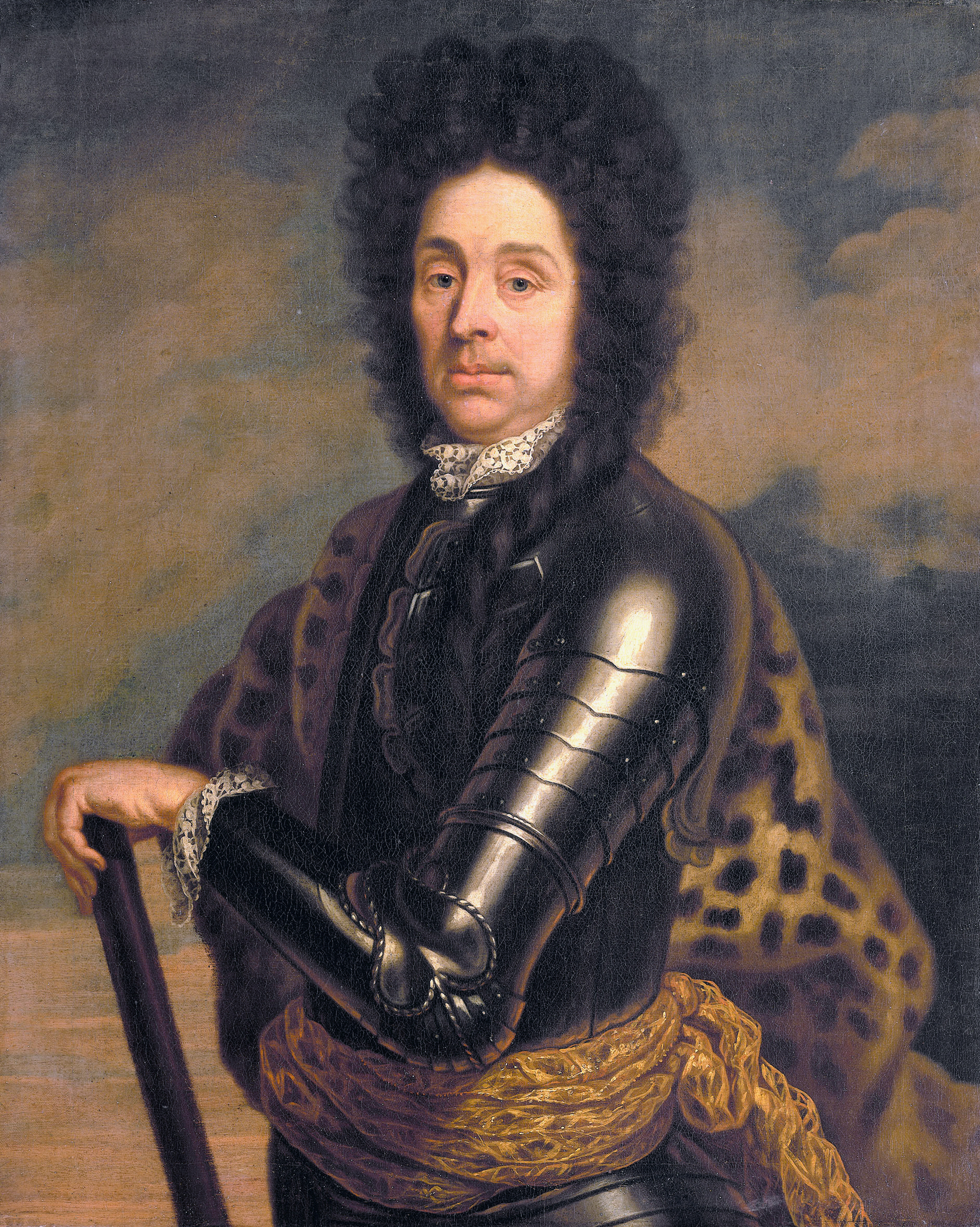
Menno van Coehoorn

Menno Baron van Coehoorn (sprich ku-; * März 1641 in Britsum, Gemeinde Leeuwarden, Provinz Friesland; † 17. März 1704 in Den Haag) war ein niederländischer Artilleriegeneral, Festungsbaumeister und Autor festungskundlicher Werke.

## Leben
Menno van Coehoorn wurde bereits im Alter von 16 Jahren zum Hauptmann ernannt.
1673 nahm er an der Verteidigung von Maastricht teil, das von französischen Truppen belagert und erobert wurde. Auch an der Belagerung von Grave nahm er teil. 1673 kamen erstmals kleine Mörser zum Einsatz, die er erfunden hatte.
Aufgrund seiner in der Schlacht von Seneffe (11. August 1674) gezeigten Tapferkeit wurde er noch im gleichen Jahr zum Obersten befördert. Letztlich erreichte er die Position eines Generalleutnants und Inspekteur der Festungen der niederländischen Generalstaaten.
Im Jahre 1680 eroberten von ihm angeführte Truppen die Festung Coevorden (Provinz Drenthe), die er anschließend erneuern ließ. Während der Belagerung von Namur 1692 durch französische Truppen unter Führung unter anderem Sébastien Le Prestre de Vaubans leitete er die Verteidigung der Stadt. Im Jahr 1695 war er mitbefehlshabend an der Belagerung zur Rückeroberung der Stadt beteiligt. Auch in Deutschland führte seine Beratung zu erfolgreichen Belagerungen, u. a. der rheinischen Festungen Kaiserswerth (April bis Juni 1702)
und Bonn 1703.
Van Coehoorns Werke waren lange maßgebend für den niederländischen Festungsbau (Coehoornsche Befestigungsmanier). Er beeinflusste und baute unter anderem an den Festungen von Zwolle, Nijmegen, Grave und Breda. Die Verteidigungsanlagen in Bergen op Zoom werden zu seinen Meisterwerken gezählt. Seine Neuerungen und Werkveröffentlichungen über den Festungsbau waren bis ins 19. Jahrhundert im Fortifikationswesen richtungsweisend. 1698 erteilte ihm der pfälzische Kurfürst Johann Wilhelm den Auftrag, den Wiederaufbau der zerstörten Festung Mannheim zu planen. Seine Ideen wurden ab 1699 in die Tat umgesetzt.

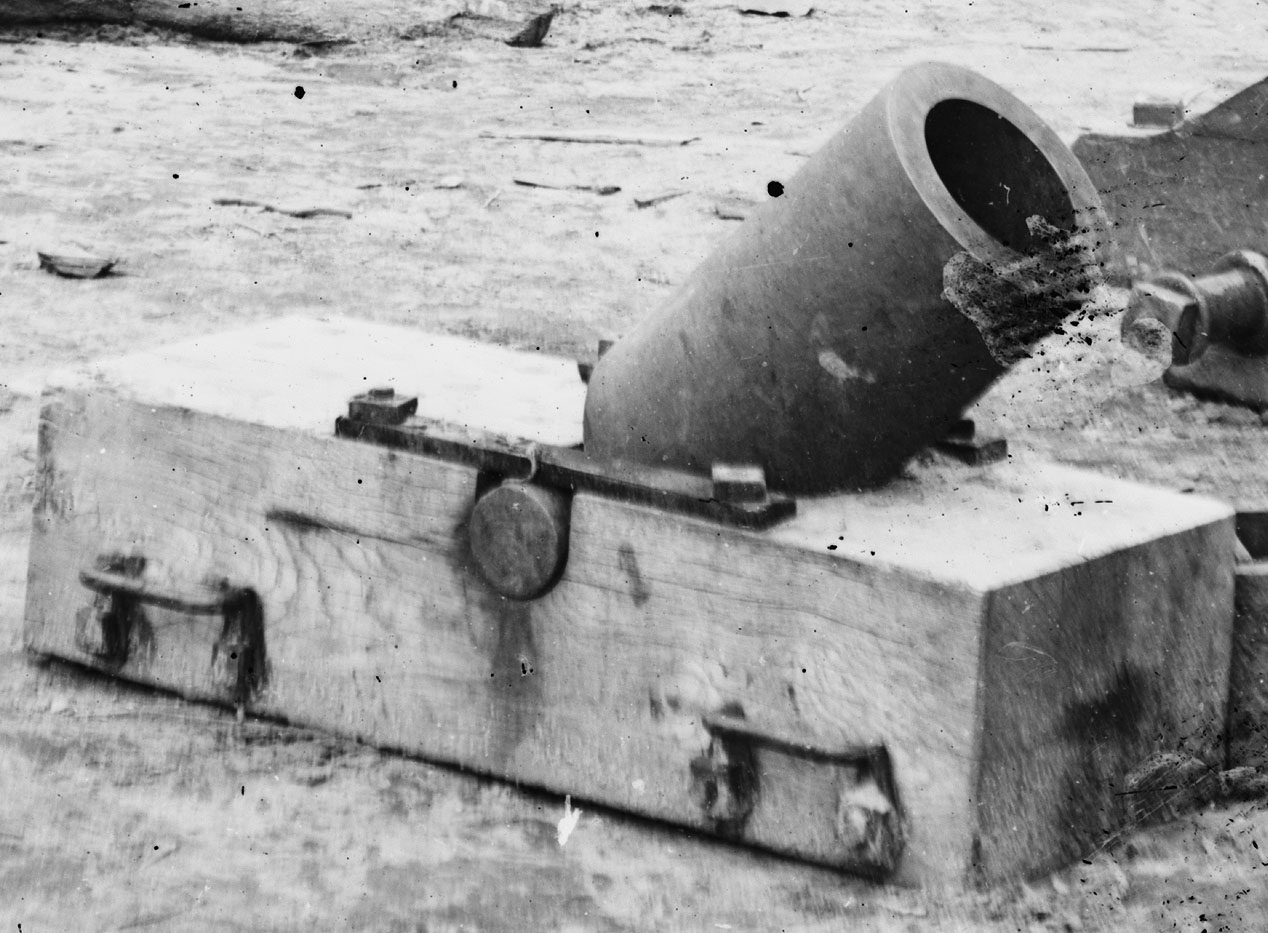
Coehoorn-Mörser aus dem amerikanischen Bürgerkrieg

Der von van Coehoorn entwickelte tragbare und nach ihm benannte Coehoorn-Mörser kam noch im amerikanischen Sezessionskrieg, in einigen Fällen sogar noch in den Grabenkämpfen des Ersten Weltkriegs, zum Einsatz.
Sein Schloss Meerenstein am Rand des friesischen Dorfes Wyckel (heute Teil der Gemeinde De Fryske Marren in der Provinz Holland)  wurde 1811 abgebrochen. Der in seinem Auftrag um 1680 angelegte zwölf Hektar große Schlosspark ist heute als Menno van Coehoornbos bekannt. Der Naturschutzverband It Fryske Gea kaufte 1949 den im französischen Stil angelegten Wald, da er in botanischer und historischer Hinsicht wie auch als Erholungsgebiet wertvoll ist. Auf dem Gelände sind besondere Stinsenpflanzen (Schlossgartenflora) zu finden. Vom östlichen Waldrand hat man einen schönen Blick auf die Ländereien und das Slotermeer.
In Arnheim befand sich die Menno-van-Coehoorn-Kaserne. Das Gebäude entstand 1882–1885 im Stil des Neoklassizismus. Die militärische Nutzung endete in den späten 1960er Jahren. Im 21. Jahrhundert wird das ehemalige Militärareal von dem Multifunctional Center (MFC) Klarendal für Schul- und Sozialeinrichtungen genutzt.
Das Marmorgrabmal des Menno van Coehoorn befindet sich in der niederländisch-reformierten Kirche 52° 54′ N, 5° 39′ O von Sloten in der Provinz Friesland. Das Grabmal ist in der niederländischen Liste geschützter Denkmäler verzeichnet.

## Werke
- Versterkinge des vijfhoeks met alle sijne buytenwerken. Leeuwarden 1682.
- Nieuwe vestingbouw op en natte of lage horizont. Leuwarden 1685 (einige Wiederauflagen ab 1702). Das Buch erschien auch in anderen Sprachen: englisch (London, 1705), französisch (Wesel, 1705), deutsch (Düsseldorf 1709).